# Carlos Vinícius
Carlos Vinícius Alves Morais (sinh ngày 25 tháng 3 năm 1995), hay đơn giản Vinícius, là một cầu thủ bóng đá người Brasil thi đấu ở vị trí tiền đạo cho PSV Eindhoven theo dạng cho mượn từ Benfica.

## Sự nghiệp
Sinh ra ở São Paulo, Brasil, Vinícius là sản phẩm của hệ thống trẻ Santos FC. Vào tháng 7 năm 2017, anh ra nước ngoài, gia nhập Real S.C. với hợp đồng 1 năm.
Anh ra mắt cho Real Massamá ngày 29 tháng 7 năm 2017, trong trận đấu tại Cúp Liên đoàn bóng đá Bồ Đào Nha 2017–18 trước Belenenses, ghi bàn thắng duy nhất của trận đấu. Vào ngày 6 tháng 8 năm 2017, anh ra mắt tại Giải bóng đá hạng nhất quốc gia Bồ Đào Nha, ghi một hat-trick trước Leixões.